# San Manuel (Tarlac)
San Manuel (Bayan ng San Manuel) är en kommun i Filippinerna. Kommunen ligger på ön Luzon, och tillhör provinsen Tarlac. Folkmängden uppgår till 20 857 invånare.
San Manuel är indelat i 15 barangayer.